# La conspiració del silenci
La conspiració del silenci (títol original en alemany, Im Labyrinth des Schweigens) és una pel·lícula dramàtica alemanya dirigida per Giulio Ricciarelli. Va ser presentada en la secció de Cinema Contemporani Mundial del Festival Internacional de Cinema de Toronto del 2014. Va ser un dels films preseleccionats per Alemanya per ser presentat a la categoria d'Oscar a la millor pel·lícula de parla no anglesa als Premis Oscar de 2015. El 27 d'agost de 2015 va ser seleccionada per representar Alemanya en aquesta categoria.

## Argument
Johann Radmann és un jove i idealista fiscal que pren interès en el cas de Charles Schulz, un antic comandant del camp d'extermini d'Auschwitz, que actualment és professor d'una escola a Berlín. Radmann està determinat a portar Schulz davant la justícia, però els seus esforços es veuen frustrats per l'existència de molts ex-nazis actualment al govern, que miren de protegir-se entre ells.
El seu cap, el fiscal general Fritz Bauer, el posa al càrrec de la investigació contra els antics treballadors del camp d'Auschwitz. Les forces d'ocupació americanes li donen accés als seus fitxers, descobrint que 8.000 persones hi van treballar. El seu principal objectiu és jutjar a Josef Mengele, que actualment viu a l'Argentina, però que visita Alemanya a voluntat per trobar-se amb la seva família. Després del bloqueig oficial al seu intent d'expedir un ordre d'arrest, el seu cap l'adverteix i l'incita a perseguir preses més petites. Així, el departament convida agents del Mossad a visitar-los, compartint amb ells informació. Gràcies a la seva col·laboració, els serveis secrets israelians segresten i traslladen Adolf Eichmann a Israel. Havent aconseguit el seu principal objectiu, Israel abandona la idea de perseguir Mengele.
Paral·lelament, Radmann s'enamora de Marlene, una costurera que, beneficiant-se de les seves connexions, aconsegueix obrir un negoci de disseny de roba. El jove fiscal entra en crisi quan descobreix que el seu propi pare havia format part del Partit Nazi. Després de dir-li a Marlen que el seu pare també va estar al partit, ella trenca amb ell, però al final de la pel·lícula es deixa oberta la porta a un possible retorn. Radmann abandona el seu lloc de treball i és contractat per un important empresari, però quan descobreix que allí també hi treballa un advocat que ha defensat antics Nazis, decideix marxar d'allí. Després de visitar Auschwitz per dir el kaddish, la pregària matinal jueva, per a les filles bessones d'un amic que moriren al camp de Polònia, es reincorpora al seu lloc a la fiscalia. La pel·lícula acaba amb l'inici del judici a centenars d'antics treballadors d'Auschwitz.

## Reconeixements
Al Festival de Cinema Les Arcs la pel·lícula va rebre una menció especial, per part del jurat, i va guanyar el Prix du Public (premi del públic).